# Fundació Barnes
La Fundació Barnes (anglès: Barnes Foundation) és una institució d'art educativa situada a Filadèlfia (Estats Units).

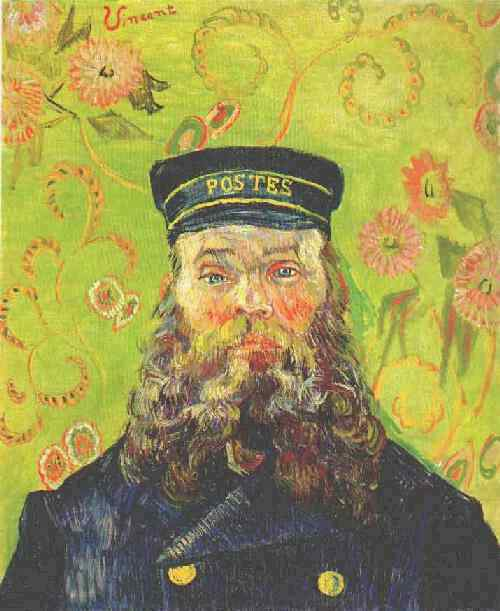
Retrat del carter Joseph Roulin, per Vincent Van Gogh està entre els destacats continguts de la Barnes Foundation.

La fundació va néixer el 1922 gràcies al doctor Albert C. Barnes, qui va acumular una fortuna en contribuir al desenvolupament d'una de les primeres drogues antimicrobianas, «Argyrol». Actualment aquesta institució posseeix més de 2.500 objectes, incloent vuit-centes pintures que s'estima que valen més de 30.000 milions de dòlars. Fins i tot alguns experts, en el documental The Art of Steal creuen que supera per molt els 80.000 milions. El gruix d'elles és un conjunt impressionista i del primer art modern que es considera la col·lecció més important dels Estats Units i que en alguns aspectes avantatja als museus de París. Entre d'altres hi ha 181 pintures de Pierre-Auguste Renoir, 69 de Paul Cézanne, i 59 de Henri Matisse, 46 de Picasso, 7 de Van Gogh, 6 de Seurat així com d'altres nombrosos mestres moderns com Giorgio de Chirico, Paul Gauguin, Édouard Manet, Amedeo Modigliani, Claude Monet, Maurice Utrillo, Maurice Prendergast, i una varietat d'obres d'art africanes. També conserva obres antigues, d'artistes com El Greco i Francisco Goya. Fins a data recent aquest colossal repertori amb prou feines era conegut internacionalment, ja que la fundació (d'acord amb el senyor Barnes) gestionava la seva col·lecció sota condicions molt estrictes: no prestava cap obra per a exposicions i restringia l'accés del públic general per afavorir una contemplació tranquil·la de l'art i donar prioritat a la formació didàctica, majorment d'estudiants i classes socials desfavorides.
La Fundació es va veure involucrada en controvèrsia a causa d'una crisi financera que va portar gairebé a la fallida als anys 1990. L'escassetat de recursos econòmics va conduir a les autoritats a pensar en una gestió més lucrativa i publicitada de la col·lecció, propiciant una major afluència de públic. Es va decidir traslladar la galeria de Lower Merion al centre de Filadèlfia, en el Benjamin Franklin Parkway, la qual cosa suposava incomplir el testament d'Albert C. Barnes. Els detractors del trasllat consideraven que aquest «traïa» la visió filantrópica de l'art per rendir-se a finalitats merament econòmiques i turístics. La construcció de la nova seu per als quadres i el seu trasllat es va culminar en 2012, després de diversos conflictes judicials; la decisió havia estat recorreguda (sense èxit) per l'associació Friends of the Barnes and Montgomery County, Pennsylvania en el tribunal de Montgmonery Counthy Orphan.
Des de maig de 2012 compta doncs amb dues seus: l'antiga als afores de la ciutat, a Lower Merion, just darrere del campus de la Universitat de Saint Joseph, i la nova seu inaugurada el 2012 emplaçada en una avinguda al centre de Filadèlfia.

## Galeria

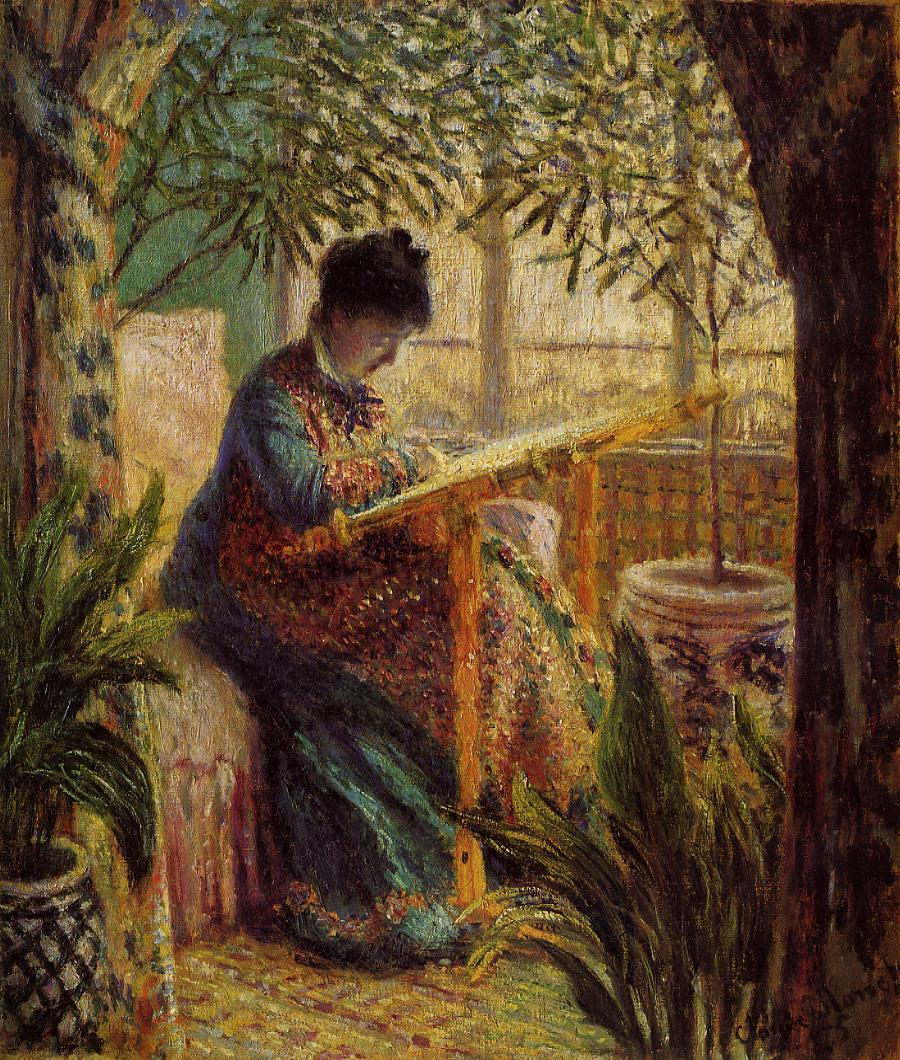
Camille au métier (1875) per Claude Monet
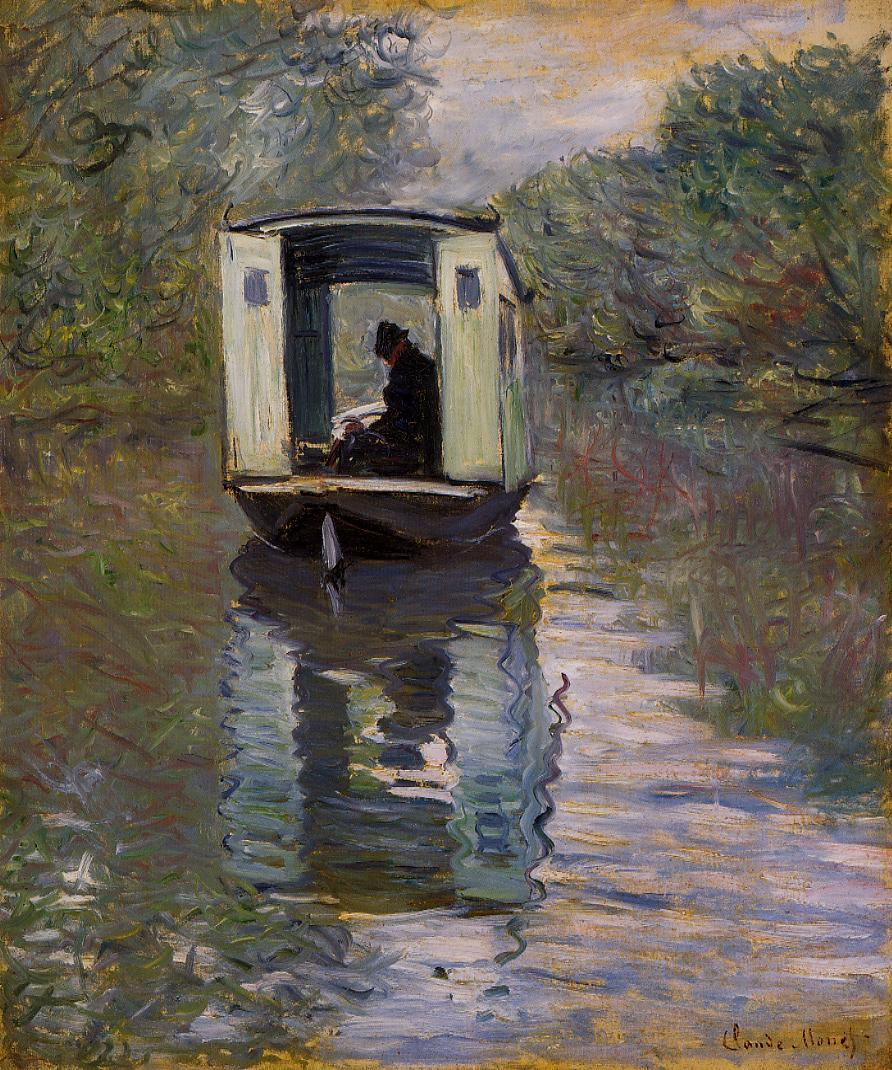
Li Bateau-atelier (1876) per Claude Monet
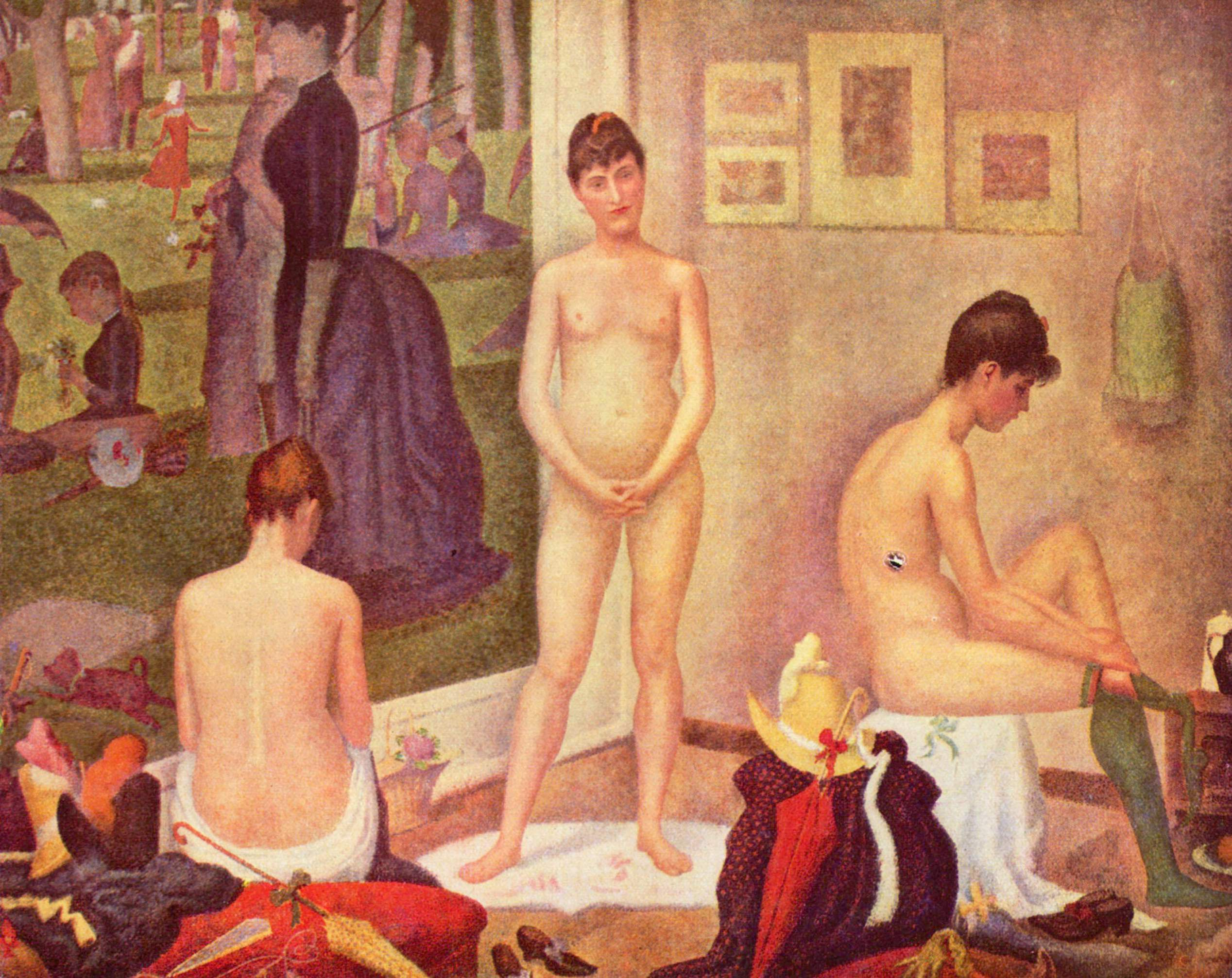
Les models (1877-8) per Georges Seurat
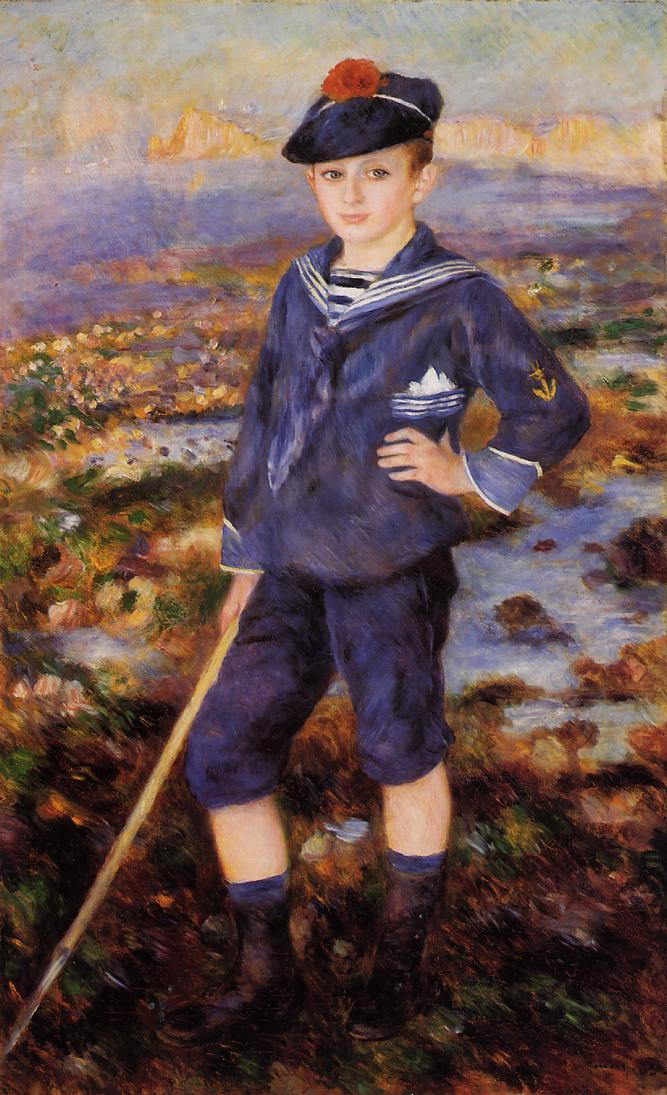
Jeune garçon sur la plage d'Yport (1883) per Pierre-Auguste Renoir
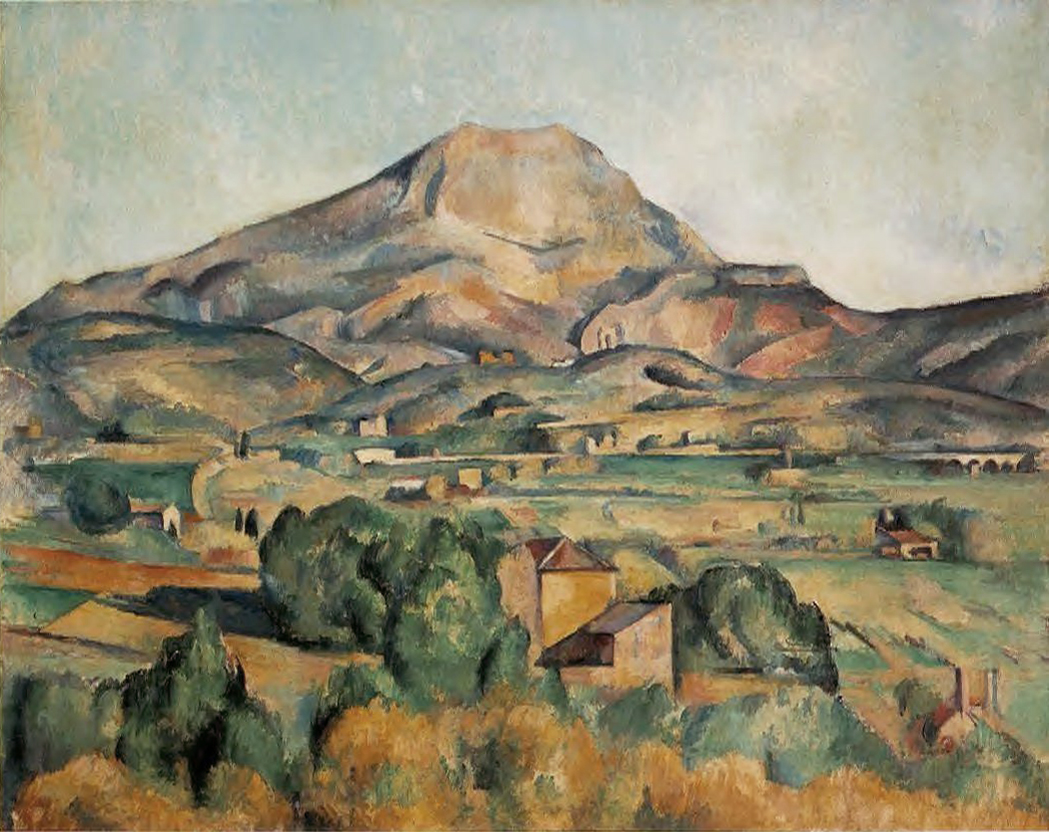
La muntanya Sainte-Victoire vista des de Bellevue (1885-95) per Paul Cézanne
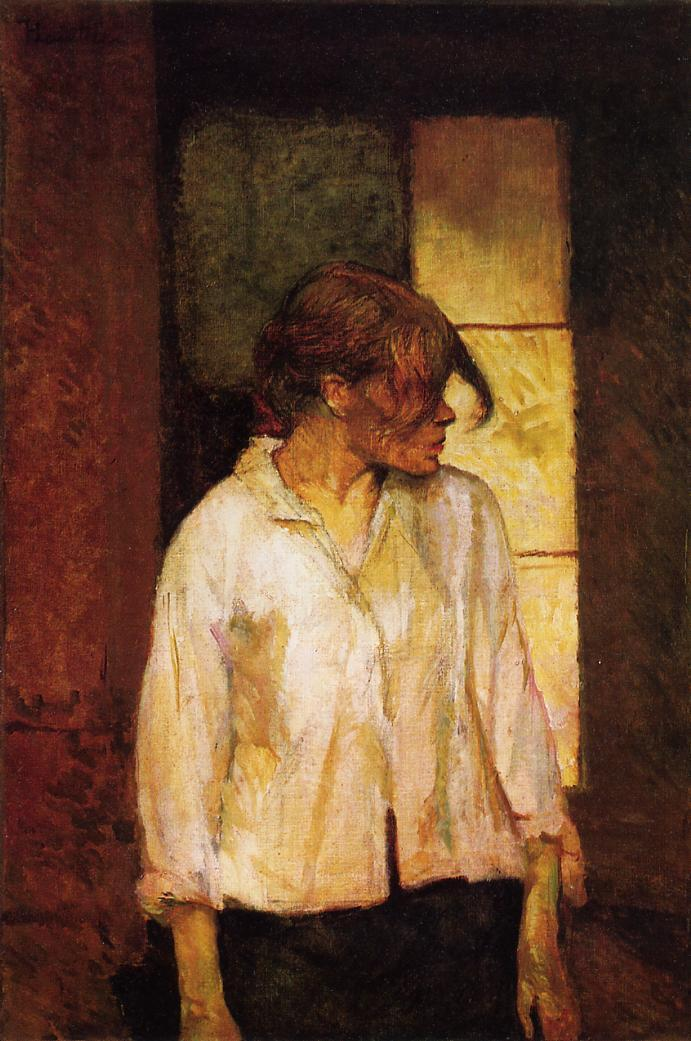
A Montrouge - Rosa la Rouge (1886-87) per Henri de Toulouse-Lautrec
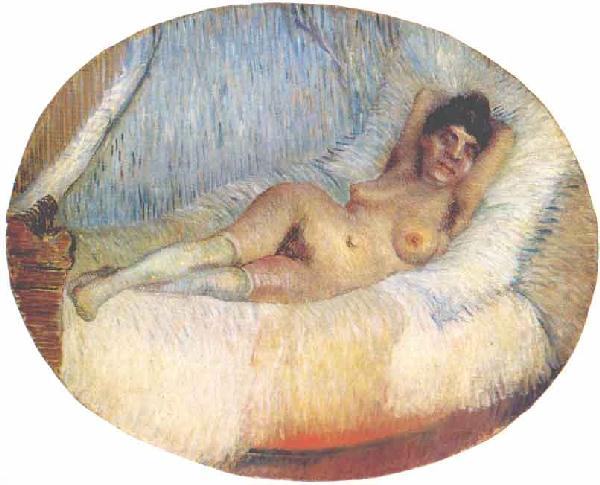
Dona nua sobre un llit (1887) per Vincent van Gogh
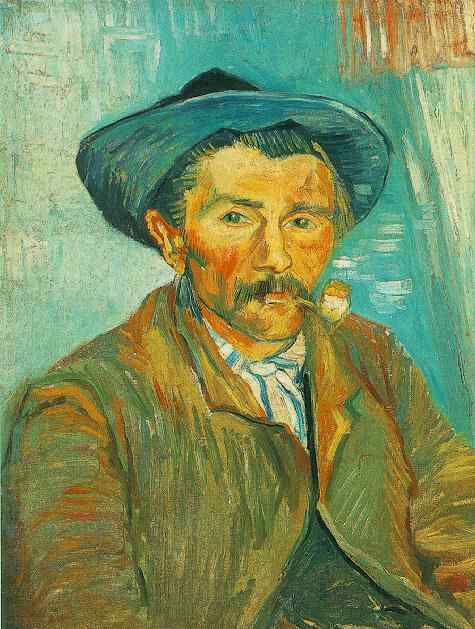
El fumador (1888) de V. van Gogh
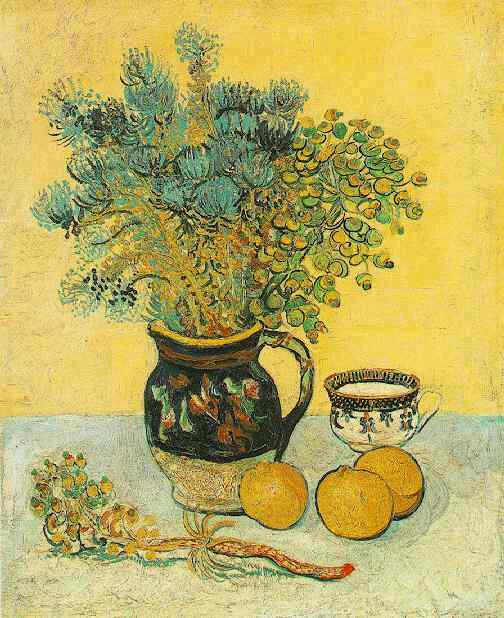
Bodegón de mayólica amb flors silvestres (1888) per V. van Gogh
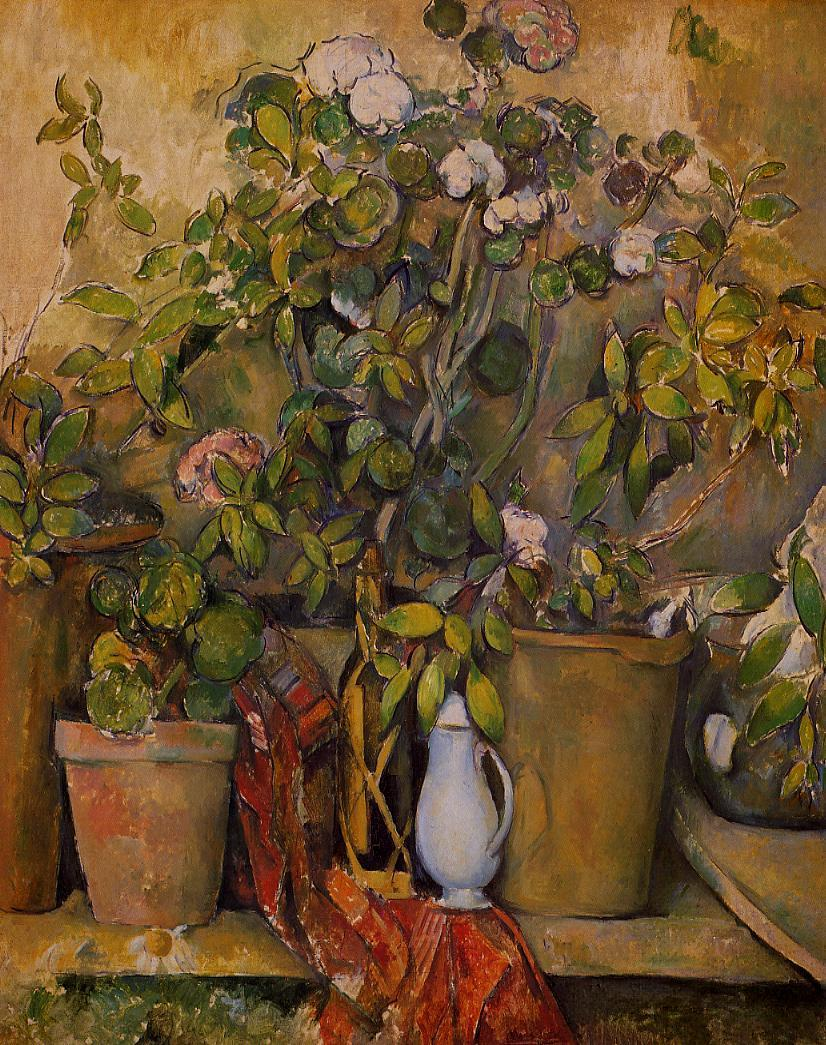
Pots en terre cuite et fleurs (1888-1890) per P. Cézanne
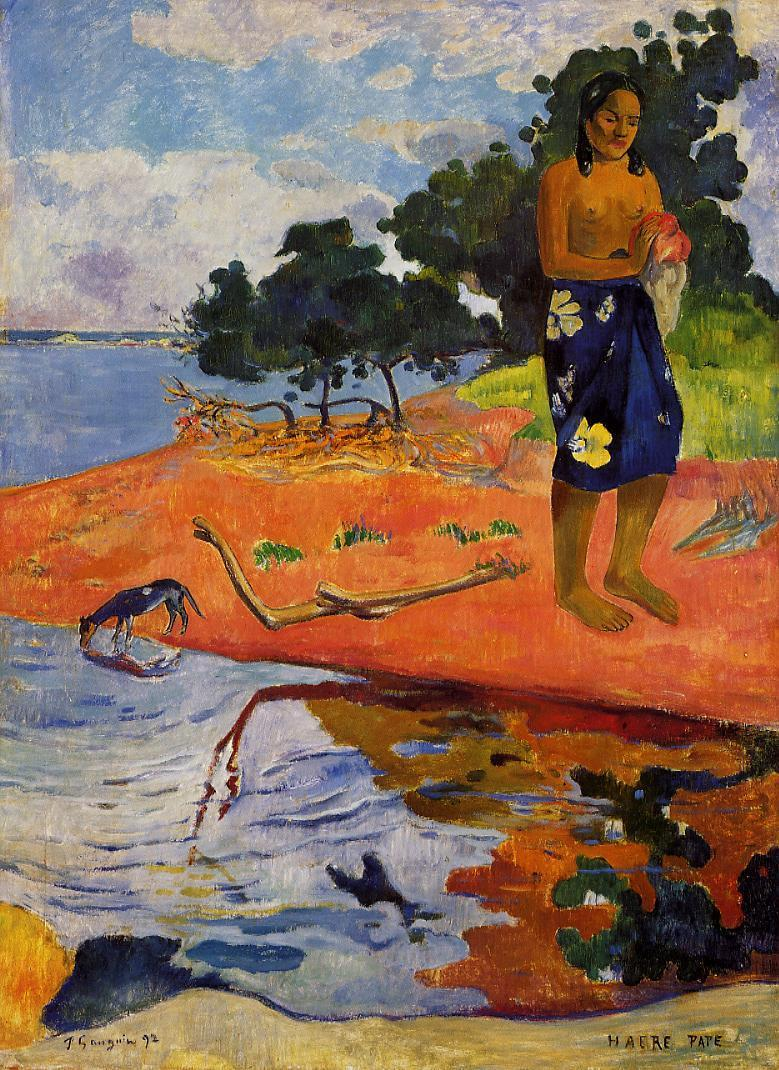
Haere Papi (1892) per Paul Gauguin
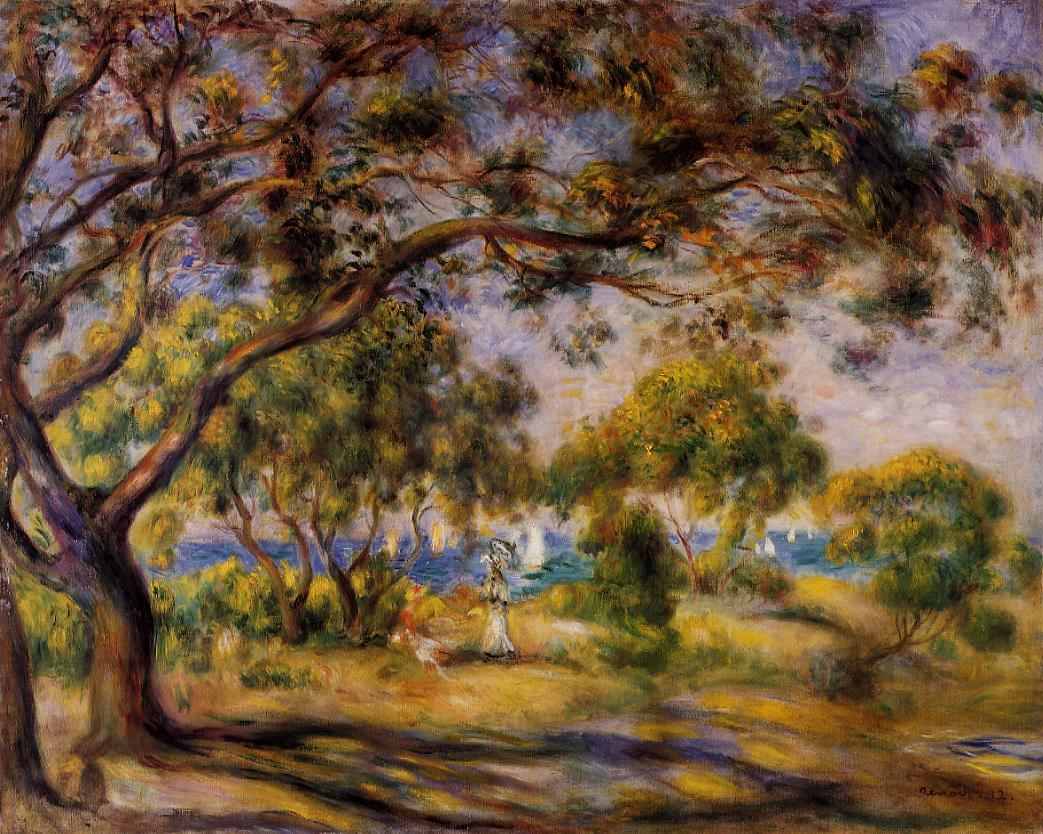
Noirmoutier (1892) per P.-A. Renoir
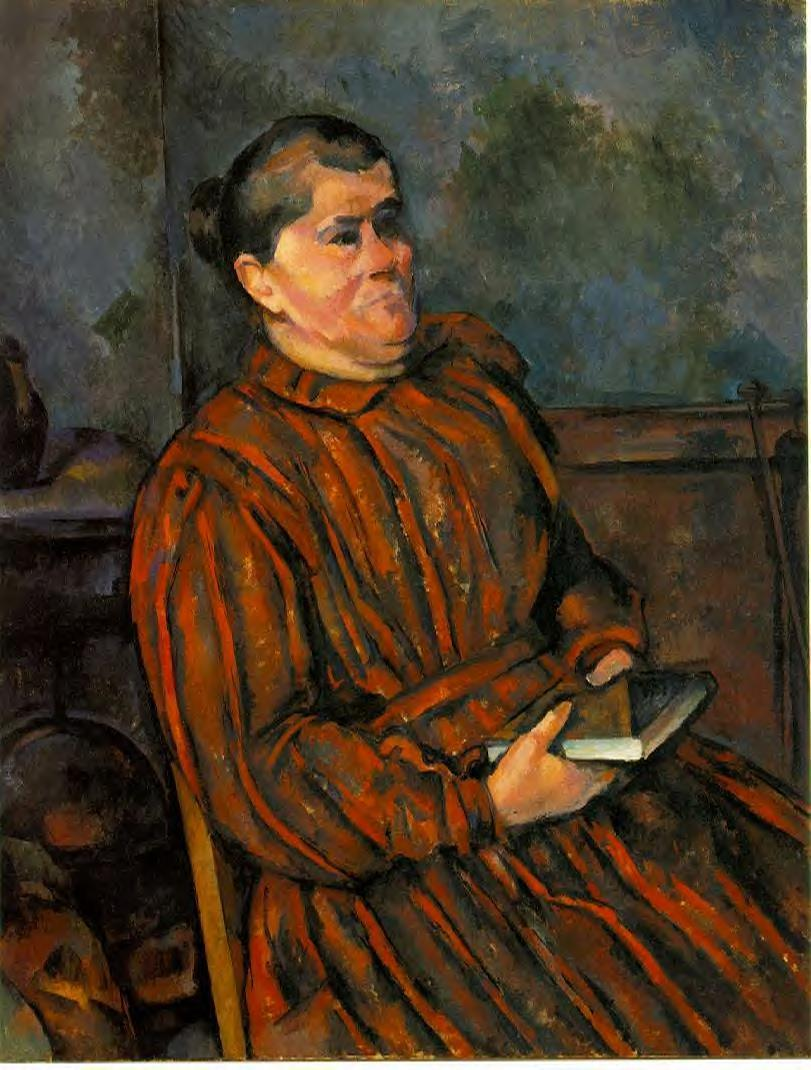
Portrait de femme Barnes (1892-96) per P. Cézanne
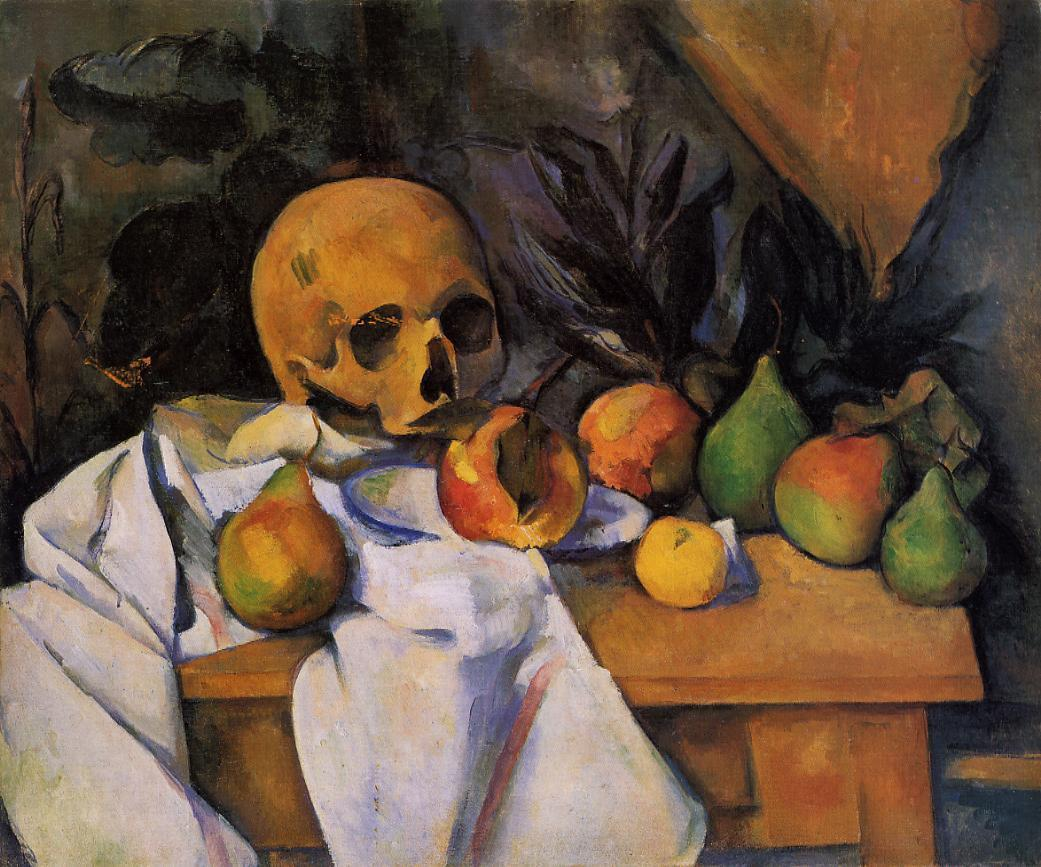
Nature morte au crane (1895-1900) per P. Cézanne
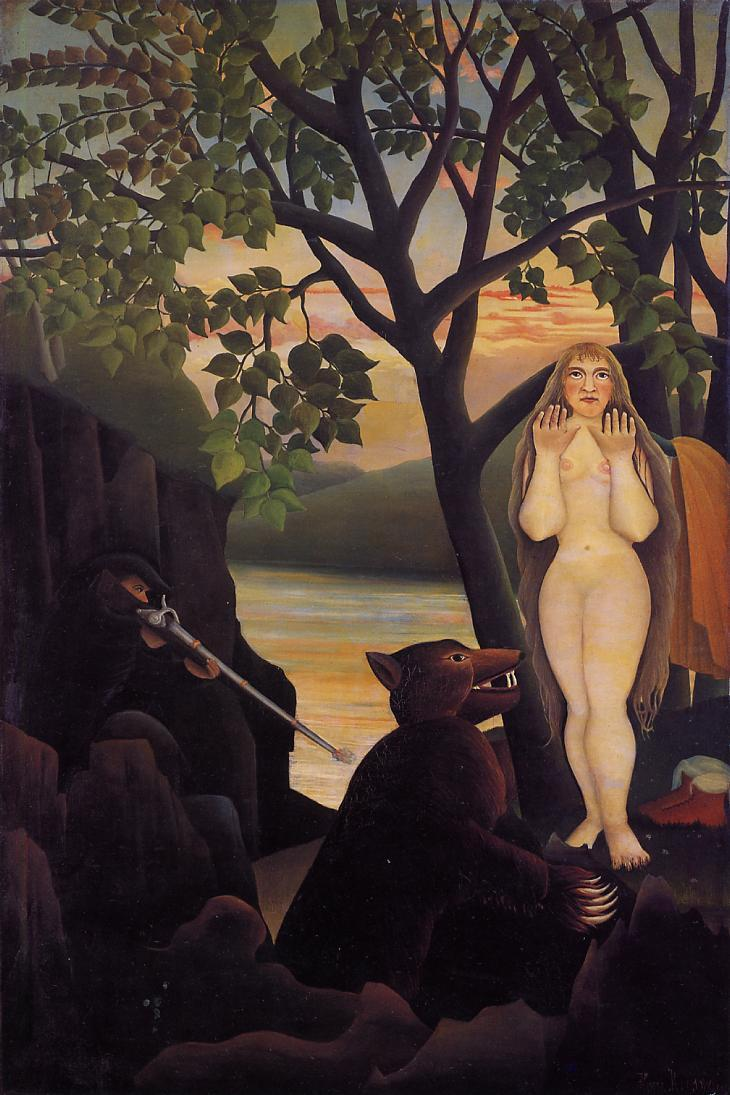
Mauvaise surprise (1901) per Henri Rousseau
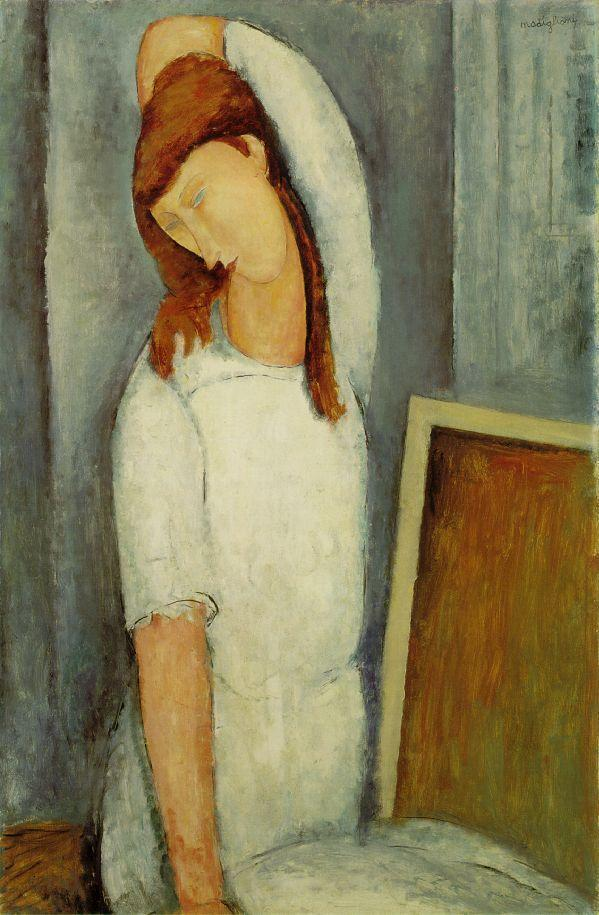
Jeanne Hébuterne (1919) per Amedeo Modigliani
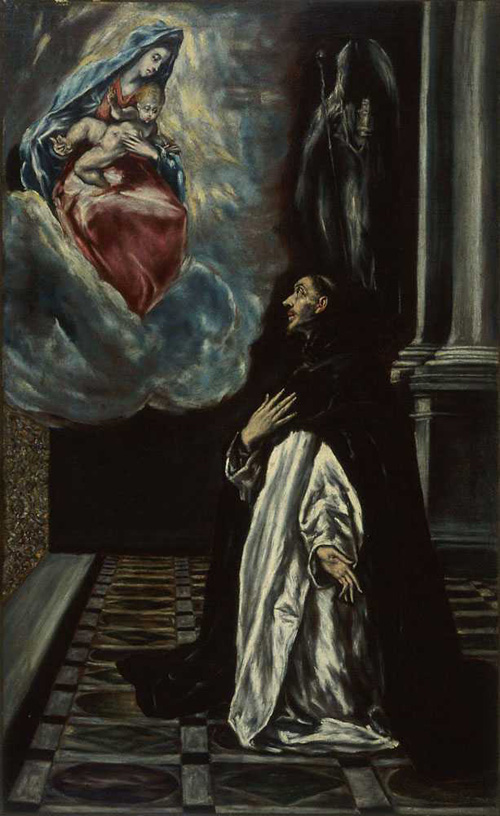
Aparició de la Verge a san Jacint (ca.1610) per el Greco